# Dani Quintana
Daniel Quintana Sosa, detto Dani (Las Palmas de Gran Canaria, 8 marzo 1987), è un ex calciatore spagnolo, di ruolo centrocampista.

## Carriera
Nato a Las Palmas nelle Isole Canarie, Quintana ha iniziato a giocare nelle serie inferiori del campionato spagnolo con le maglie di Ontinyent, Alzira, Racing Ferrol, Olímpic Xàtiva e Gimnàstic in terza divisione. Oltre ad aver giocato con Puçol, Valencia Mestalla ed AD Huracán in quarta divisione.
Alla fine di gennaio 2013, Quintana ha firmato con i polacchi dello Jagiellonia dopo aver superato un provino e in coincidenza con la scadenza del suo contratto con il Nàstic, approdando per la prima volta nel professionismo. Ha fatto il suo debutto nell'Ekstraklasa il 23 febbraio contro il Podbeskidzie, e ha segnato il suo primo gol il 3 marzo nella vittoria per 2-1 in trasferta contro il Górnik Zabrze.
Il 29 settembre 2014 viene acquistato dall'Al-Ahli. Ha segnato il suo primo e unico gol con i sauditi il 18 ottobre, nella sconfitta in casa per 2-1 contro l'Al-Nassr.
Nel marzo 2015 ha firmato un contratto triennale con gli azeri del Qarabağ. Il 17 giugno 2018 il centrocampista ha prolungato il contratto fino al 2020.
Il 3 febbraio 2020 si è trasferito ai cinesi del Chengdu Better City.

## Statistiche

### Presenze e reti nei club
Statistiche aggiornate al 6 settembre 2021.
| Stagione           | Squadra             | Campionato         | Campionato | Campionato | Coppe nazionali | Coppe nazionali | Coppe nazionali | Coppe continentali | Coppe continentali | Coppe continentali | Altre coppe | Altre coppe | Altre coppe | Totale | Totale |
| Stagione           | Squadra             | Comp               | Pres       | Reti       | Comp            | Pres            | Reti            | Comp               | Pres               | Reti               | Comp        | Pres        | Reti        | Pres   | Reti   |
| ------------------ | ------------------- | ------------------ | ---------- | ---------- | --------------- | --------------- | --------------- | ------------------ | ------------------ | ------------------ | ----------- | ----------- | ----------- | ------ | ------ |
| 2011-2012          | Olímpic Xàtiva      | SDB                | 36         | 2          | CR              | 1               | 0               |                    | -                  | -                  |             | -           | -           | 37     | 2      |
| 2012-gen. 2013     | Gimnàstic           | SDB                | 20         | 2          | CR              | 1               | 0               |                    | -                  | -                  |             | -           | -           | 21     | 2      |
| gen.-giu. 2013     | Jagiellonia         | EK                 | 15         | 4          | CP              | 2               | 2               |                    | -                  | -                  |             | -           | -           | 17     | 6      |
| 2013-2014          | Jagiellonia         | EK                 | 35         | 15         | CP              | 6               | 1               |                    | -                  | -                  |             | -           | -           | 41     | 16     |
| lug.-set. 2014     | Jagiellonia         | EK                 | 6          | 1          |                 | -               | -               |                    | -                  | -                  |             | -           | -           | 6      | 1      |
| Totale Jagiellonia | Totale Jagiellonia  | Totale Jagiellonia | 56         | 20         |                 | 8               | 3               |                    | -                  | -                  |             | -           | -           | 64     | 23     |
| set. 2014-2015     | Al-Ahli             | PL                 | 7          | 1          | CPC             | 0               | 0               |                    | -                  | -                  |             | -           | -           | 7      | 1      |
| 2015-2016          | Qarabağ             | PL                 | 32         | 15         | CA              | 5               | 1               | UCL+UEL            | 4+8                | 0+1                |             | -           | -           | 49     | 17     |
| 2016-2017          | Qarabağ             | PL                 | 15         | 3          | CA              | 2               | 1               | UCL+UEL            | 4+8                | 0+2                |             | -           | -           | 29     | 6      |
| 2017-2018          | Qarabağ             | PL                 | 22         | 5          | CA              | 2               | 0               | UCL                | 4                  | 0                  |             | -           | -           | 28     | 5      |
| 2018-2019          | Qarabağ             | PL                 | 18         | 7          | CA              | 2               | 1               | UCL+UEL            | 3+1                | 2+0                |             | -           | -           | 24     | 10     |
| 2019-feb. 2020     | Qarabağ             | PL                 | 11         | 3          | CA              | 1               | 0               | UCL+UEL            | 4+8                | 1+2                |             | -           | -           | 24     | 5      |
| Totale Qarabağ     | Totale Qarabağ      | Totale Qarabağ     | 98         | 33         |                 | 12              | 3               |                    | 44                 | 8                  |             | -           | -           | 154    | 44     |
| 2020               | Chengdu Better City | CL1                | 14         | 4          | CC              | 0               | 0               |                    | -                  | -                  |             | -           | -           | 14     | 4      |
| 2021-2022          | Jagiellonia         | EK                 | 3          | 0          | CP              | 0               | 0               |                    | -                  | -                  |             | -           | -           | 3      | 0      |
| Totale carriera    | Totale carriera     | Totale carriera    | 234        | 62         |                 | 22              | 6               |                    | 44                 | 8                  |             | -           | -           | 300    | 76     |

## Palmarès

### Club

#### Competizioni nazionali
- Campionato azero: 4

Qarabağ: 2015-2016, 2016-2017, 2017-2018, 2018-2019
- Coppa dell'Azerbaigian: 2

Qarabağ: 2015-2016, 2016-2017

### Individuale
- Capocannoniere della Premyer Liqası: 1

2015-2016 (15 gol)